# Twilight Zone-literatuur
Twilight Zone-literatuur is een overkoepelende term voor de vele boeken, stripboeken en tijdschriften gebaseerd op de The Twilight Zone-televisieseries.
The Twilight Zone was een pionier op het gebied van het uitgeven van boeken en strips gebaseerd op een televisieserie. 

## Romans
Verschillende romans gebaseerd op de afleveringen van de serie zijn uitgegeven, evenals enkele korte verhalen gepubliceerd onder de Twilight Zone titel. Veel van deze verhalen zijn geschreven door Rod Serling.

## Strips
Gold Key Comics publiceerde een lang lopende Twilight Zone stripserie die hetzelfde concept hanteerde als de televisieserie. De verhalen waren soms unieke verhalen bedacht voor de strips, maar soms ook bewerkingen van afleveringen van de serie. De strip liep 20 jaar langer dan de televisieserie. Toen de televisieserie in de jaren 80 nieuw leven in werd geblazen, verscheen er ook weer een nieuwe stripreeks. Ditmaal gepubliceerd door Now Comics.

## Gidsen
In 1982 produceerde Marc Scott Zicree een afleveringengids voor de afleveringen van de originele serie. De gids getiteld The Twilight Zone Companion werd gepubliceerd door Bantam Books. 

## Tijdschriften
In 1981 werd The Twilight Zone Magazine opgericht, met T. E. D. Klein als redacteur. Het tijdschrift bevatte horrorverhalen, en af en toe verhalen uit het fantasy en sciencefictiongenre. Van maart 1986 t/m februari 1989 was Tappan King redacteur van het blad. Het tijdschrift bevatte naast verhalen ook reviews over films uit bovengenoemde genoemde genres, en artikelen over zowel de originele Twilight Zone-serie als de eerste heropleving. 